# مارك (عملة سابقة)
المارك كان عملة ووحدة حساب سابقة استُخدمت في العديد من الدول، وسُميت العملة بهذا الاسم نسبةً إلى وحدة الوزن التي كانت تحمل نفس الاسم، والتي اشتُقّ اسمها من دمج ثلاث كلمات جرمانية، حُوِّلت إلى اللغة اللاتينية في القرن التاسع الميلادي. كانت وحدة المارك تُستخدم كمقياس للوزن للذهب والفضة، وقد شاع استخدامها في جميع أنحاء أوروبا، وغالبًا ما كان المارك الواحد يُعادل 8 أونصات طروادة (250 غرامًا)، غير أن هذه القيمة طرأت عليها الكثير من التغييراتت خلال العصور الوسطى. لم يعُد هناك أيّ عُملات متداولة رسميًّا في العالم تحمل اسم المارك بدءًا من عام 2022 باستثناء مارك البوسنة والهرسك القابل للتحويل.

## التاريخ
حملت العديد من العُملات التي استُخدمت في كثير من دول العالم اسم «المارك»، وهي كلمة تكونت من دمج ثلاث كلمات مأخوذة من اللغات الجرمانية ثُم ادخلت إلى اللاتينية. حملت الكثير من العملات الألمانية التاريخية اسم المارك منذ القرن الحادي عشر، مثل عملة مارك كولنر التي استخدمت سابقًا في دائرة كولونيا الانتخابية.

### في ألمانيا
يوضح الجدول التالي قائمة العُملات التي سُمّيت بالمارك في ألمانيا والجمهوريات والممالك السابقة لها:
| فترة التداول | العملة                                | منطقة التداول |
| ------------ | ------------------------------------- | --- |
| ١٣١٩         | مارك سونديسه                          | مدينة شترالزوند الهانزية في شمال ألمانيا ومدن مختلفة في منطقة بوميرانيا ببولندا |
| ١٥٠٢         | مارك لوبيشه                           | استُخدم كعملة موحدة لمدن الونديين الهانزية في جرمانيا سلافيكا، مثل لوبيك، وهامبورغ، وفيسمار، ولونبورغ، وروستوك، وشترالزوند، وأنكلام، وغيرها، والتي انضمت إلى اتحاد سك العملات الونديين |
| ١٥٠٢         | مارك كورانت                           | استُخدم كعملة موحدة في مدن شمال ألمانيا الهانزية، وجزء من اتحاد سك العملات الونديين |
| ١٦١٩-١٨٧٣    | مارك بنكو                             | هامبورغ |
| ١٨٧٣-١٩١٤    | المارك الألماني الذهبي                | الإمبراطورية الألمانية |
| ١٩١٤-١٩٢٣    | المارك الألماني الورقي                | |
| ١٩٢٣-١٩٤٨    | رنتتن مارك                            | |
| ١٩٢٤-١٩٤٨    | مارك الرايخ الأماني                   | الرايخ الألماني |
| ١٩٤٤-١٩٤٨    | العملة العسكرية لقوات الحلفاء المحتلة | |
| ١٩٤٧         | مارك سار                              | محمية سار |
| ١٩٤٨-١٩٩٠    | مارك ألمانيا الشرقية                  | ألمانيا الشرقية |
| ١٩٤٨-٢٠٠٢    | المارك الألماني                       | ألمانيا |

#### قبل القرن التاسع عشر
استُخدم المارك في الأساس كوحدة قياس للكتلة، وكان يُكافئ حوالي 234 غرامًا (8.3 أونصة)، وقد استُخدم في سوق كولونيا لتحديد قيمة العملات الذهبية والفضية الرسمية للإمبراطورية الرومانية المقدسة، مثل عملة التالر الإمبراطوري الفضية، والتي طُرحت في عام 1566، وكانت تُسكّ من الفضة النقية في كولونيا، وبالتالي أطلق عليها اسم مارك كولونيا. أما في شمال ألمانيا (وخاصة في هامبورغ ولوبيك)، وكذلك في معظم المعاملات التجارية في منطقة البلطيق، كانت وحدة الحساب المعتادة هي المارك، والذي كانت قيمته تعادل ثلث قيمة التالر الإمبراطوري على الرغم من نُدرة الماركات المسكوكة، فقد كانت عملات الشلن تُسك بأعداد أكبر من المارك، وكان التالر الإمبراطوري الواحد يقسّم إلى 48 شلنًا، أي أن 16 شلنًا كانت تعادل ماركًا واحدًا.
تأسس بنك هامبورغ عام ١٦١٩ في محاولة لمنع انخفاض قيمة العملة نتيجة تدفق العملات المزيفة، ثُم شرع بنك هامبورغ بعد تأسيسه في تقديم عملة حسابية مستقرة على غرار بنك أمستردام. كانت وحدة الحساب المُستخدمة في هامبورغ هي المارك بانكو، والتي كانت تُضاف إلى العملة مقابل بيع السبائك أو عن طريق الائتمان مقابل ضمانات. لم تُصدر أي عملات معدنية أو نقود ورقية من مارك البانكو، وعلى الرغم من ذلك كانت الحسابات البنكية التي فُتحت بعملة مارك البانكو تُظهر رصيدًا دائنًا، حيث كان بإمكان أصحاب الحسابات استخدام أرصدتهم الدائنة عن طريق التحويلات إلى حسابات أخرى أو عن طريق سحب أوراق دفع مقابلها. كانت أوراق الدفع هذه متداولة ويمكن تحويلها بالتظهير، وكانت تُقبل كوسيلة دفع، كما كان من الممكن استردادها، وبالتالي أثبتت هذه العملة استقرارها الشديد.

#### في القرن التاسع عشر
اعتمدت ألمانيا بعد توحيدها في عام ١٨٧١ استخدام المارك الذهبي الألماني كعملة رسمية لها في عام ١٨٧٣. وقد استُوحي الاسم من مارك عملة البانكو السابقة. استمر في البداية تداول العملات المعدنية والورقية لمختلف العملات السابقة، مثل الثالر والكروزر والغيلدر، وكانت تُعامل كمضاعفات ثابتة لوحدة الحساب الجديدة، على غرار فترة اعتماد اليورو ما بين عامي ١٩٩٩ و٢٠٠٢. ثُم صدرت العملات المعدنية المقومة بالمارك الذهبي لأول مرة عام ١٨٧١، وأخذت تحل محل العملات القديمة تدريجيًا. ثم حُوّل المارك بانكو إلى المارك الذهبي الجديد محتفظًا بقيمته الاسمية. ودُمج بنك هامبورغ ليُصبح شركة تابعة بنك الرايخ الذي تأسس في هامبورغ عام ١٨٧٦، والذي أصدر أوراقًا نقدية مقومة بالمارك الذهبي.

#### في القرن العشرين
توقف بنك الرايخ في عام ١٩١٤ عن طلب ضمانات من الدرجة الأولى، مثل أوراق الدفع المضمونةة، والسندات المغطاة، عند تقديم الائتمان للمقترضين. وفي عام 1918، أصبح المارك الذهبي عملة ضعيفة، تُعرف شعبيًا باسم المارك الورقي، وتُستخدم لتمويل المجهود الحربي، قبل أن تُستأنف سياسة النقد السليم التي كانت سائدة قبل الحرب، على حين أدى استمرار سياسة النقد المتساهلة إلى التضخم، والذي بلغ مستويات جامعة في عام ١٩٢٣. وعندما أصبح المارك الورقي عديم القيمة تقريبًا، استُبدل في أواخر عام ١٩٢٣ بعملة جديدة أطلق عليها اسم الرنتن مارك كضمانات للمقترضين، ولكنها كانت تتطلب ضمانات على شكل مطالبات من الدرجة الأولى على العقارات. وفي عام ١٩٢٤، توقف بنك الرايخ عن تقديم ائتمانات غير مقيدة مقابل السندات المالية عديمة القيمة، وربط عملته الجديدة، الرايخ مارك، بعملة الرينتن مارك المستقرة. ونظم بنك الرايخ إقراضه، بحيث ظل الرايخ مارك على قدم المساواة مع الرينت مارك المستقر. واستمر استخدام العملتان بالتوازي.
كانت النية الأصلية من وراء إصدار الرايخ مارك هي سحب عملات الرينت مارك بحلول عام ١٩٣٤، لكن الحكومة الاشتراكية الوطنية في ألمانيا قررت الاستمرار في استخدام الرينت مارك، والذي كان يتمتع بثقة كبيرة بفضل استقراره. ومع ذلك، عمدت الحكومة الاشتراكية الوطنية إلى الإفراط في إصدار كلتا العملتين لتمويل استثمارات الدولة في البنية التحتية، ووسعت نطاق التوظيف الحكومي والإنفاق على بنود مثل الأسلحة. وبحلول عام ١٩٣٥، كانت هناك حاجة إلى قوانين تحد من زيادات الأسعار والأجور والإيجارات للحد من التضخم بعدما لم تُفلح الضرائب الإضافية الهائلة التي فرضتها الحكومة على مُلّاك العقارات (مليار رينغيت ماليزي عام ١٩٣٦)، وكذلك على اليهود الألمان (مليار رينغيت ماليزي عام ١٩٣٨) بمناسبة مذبحة نوفمبر المعادية للسامية (ليلة الزجاج المكسور)، في تحقيق استقرار طويل الأمد للاقتصاد. فلحأت الحكومة إلى استغلال بداية الحرب العالمية الثانية لتبرير إجراءات ضبط الأسعار العامة والتقنين. وهكذا، أُخفي التضخم رسميًا، وعُبِّر عنه كمدخرات إجمالية متزايدة باستمرار للسكان، الذين لم يتمكنوا من إنفاق أرباحهم إلا على حصص محدودة من السلع بأسعار منخفضة بشكل مُصطنع. ومع ذلك، كان للتضخم أثرًا واضحًا على ارتفاع الأسعار في السوق السوداء. كان الاقتصاد الألماني خلال الحرب العالمية الثانية مدعومًا بغنائم الحرب المأخوذة من الدول المحتلة، واستمر ذلك إلى حد ما حتى عام ١٩٤٤. وبحلول نهاية الحرب، أصبح فائض الأوراق النقدية والعملات المعدنية (٣.٩ مليار رينغيت ماليزي عام ١٩٣٣، و٦٠ مليار رينغيت ماليزي عام ١٩٤٥) واضحًا، حيث ظهر جليًا في أسعار السوق السوداء المُتضخمة. منذ عام ١٩٤٤، طبع الحلفاء عملات المارك الخاصة بقوات الحلفاء (والتي كانت تُسمى أيضًا بالماركات العسكرية)، وأصدروا مرسومًا يقضي بقبول استخدامها في ألمانيا على قدم المساواة مع عملات الرنت مارك والرايخ مارك. كما أُصدر الحلفاء نقودًا ورقية بقيمة تتراوح بين ١٥ و١٨ مليار مارك عسكري لمشتريات قوات الاحتلال في ألمانيا، ولدفع أجور الجنود. وفي يونيو (حزيران) ١٩٤٨، أُلغي تداول الماركات العسكرية كجزء من إصلاحات العملة في ألمانيا الغربية والشرقية.
أدخلت قوات الاحتلال الفرنسية في يونيو (حزيران) ١٩٤٧ إلى محمية سار عملة المارك الساري، والذي كان مساويًا للرنتن مارك وعملة الرايخ مارك. وفي نوفمبر ١٩٤٧، استُبدل الرايخ مارك بعملة الفرنك الساري. وفي ٢١ يونيو (حزيران) ١٩٤٨، أدخل بنك دويتشر ليندر عملة المارك الألماني إلى مناطق الاحتلال الغربية في ألمانيا، والتي كانت تُشكل آنذاك ألمانيا الغربية. وفي 23 يونيو (حزيران) 1948، حذا البنك الألماني للإصدار والتحويل التابع لمنطقة الاحتلال السوفيتي (التي شكلت لاحقًا ألمانيا الشرقية) حذوه، فأصدر عملة المارك الألماني الخاصة به، والتي كان يُشار إليه عاميًا باسم المارك الألماني الشرقي، ثُم استُبدل لاحقًا بالمارك الألماني الغربي عند إعادة توحيد ألمانيا عام 1990.

#### الاستبدال باليورو
استُبدل المارك الألماني باليورو في 1 يناير (كانون الثاني) 1999 لكي يُستُخدم في البدايةً كعملة محاسبية، فكان سعر صرف اليورو الواحد يُعادل 1.95583 ماركًا. واستمر استخدام المارك الألماني كعملة قانونية حتى 1 يناير (كانون الثاني) 2002 عندما استُبدل باليورو. تسك ألمانيا حاليًا عملاتها المعدنية الخاصة من اليورو، وتُعتبر جميع عملات اليورو المعدنية التي تُصدرها عملة قانونية قابلة للتداول في جميع أنحاء منطقة اليورو. في الوقت الحالي، تُعتبر العملة الوحيدة التي لا تزال متداولة وتحمل اسم المارك في العالم هي مارك البوسنة والهرسك القابل للتحويل، وهو العملة الرسمية المُستخدمة في البوسنة والهرسك بعد أن حلت رسميًا محل المارك الألماني كحل للاقتصاد المنهار والتضخم المفرط للعملات المحلية المنقسمة بعد حرب البوسنة. كان المارك البوسني مربوطًا بالمارك الألماني بنسبة 1:1 آنذاك، ثم رُبط باليورو بنفس السعر الذي استُبدل به المارك الألماني، أي أن اليورو الواحد يُعادل 1.95583 مارك بوسني.

### خارج ألمانيا
يوضح الجداول التالي قائمة العُملات التي سُمّيت بالمارك وما شابهها في مناطق أخرى من العالم خارج ألمانيا:
| فترة التداول  | العملة                              | منطقة التداول              | ملاحظات                                                  |
| ------------- | ----------------------------------- | -------------------------- | -------------------------------------------------------- |
| ١٥٣٢-١٧٧٦     | المارك السويدي                      | السويد                     | استُخدم كوحدة عد منذ العصور الوسطى                        |
| ١٥٧٧          | المارك الاسكتلندي                   | إسكتلندا                   | كان يُصنع من الفضة، واستُخدم في حقبة مبكرة من العصر الحديث |
| ١٨٨٤-١٩١١     | مارك غينيا الجديدة                  | غينيا الجديدة              |                                                          |
| ١٨٨٤-١٩١٥     | مارك جنوب غرب أفريقيا الألماني      | جنوب غرب إفريقيا الألمانية |                                                          |
| ١٩١٦-١٩١٨     | مارك جنوب غرب أفريقيا               | جنوب غرب إفريقيا           |                                                          |
| ١٩١٧-١٩٢٤     | الماركا البولندية                   | بولندا                     |                                                          |
| ١٩١٨-١٩٢٧     | المارك الإستوني                     | إستونيا                    |                                                          |
| ١٨٦٠-٢٠٠٢     | الماركا الفنلندية                   | فنلندا                     |                                                          |
| 1998-حتى الآن | مارك البوسنة والهرسك القابل للتحويل | البوسنة والهرسك            |                                                          |

#### في إنجلترا واسكتلندا
لم يُستخدم المارك في إنجلترا كعملة معدنية مُطلقًا، بل كان يُستخدم كمجرد وحدة حسابية، وعلى ما يبدو أن الدنماركيين هم من أدخلوه إلى إنجلترا في القرن العاشر الملادي. كانت وحدة المارك وفقًا لبعض المصادر التي تعود للقرن التاسع عشر يُعادل في البداية 100 بنسًا، ولكن بعد الغزو النورماندي عام 1066، أصبح يساوي 160 بنسًا (13 شلنًا و4 بنسات)، أي ثلثي قيمة الجنيه الإسترليني.
أما في اسكتلندا، فقد صدرت عملة المارك الاسكتلندي الفضية لأول مرة في عام 1570، وكانت قيمتها تُعادل قيمة 13 شلنًا و6 بنسات، ثم أعيد إصدارها عام 1663 وأصبحت قيمتها لاحقًا تُعادل قيمة 14 شلنًا.